# 前187年
| 千纪： | 前1千纪 |
| 世纪： | 前3世纪 \| 前2世纪 \| 前1世纪                                                                                         |
| 年代： | 前210年代 \| 前200年代 \| 前190年代 \| 前180年代 \| 前170年代 \| 前160年代 \| 前150年代                               |
| 年份： | 前192年 \| 前191年 \| 前190年 \| 前189年 \| 前188年 \| 前187年 \| 前186年 \| 前185年 \| 前184年 \| 前183年 \| 前182年 |
| 纪年： | 西汉高后元年 |

## 大事记
- 孔雀王朝為巽伽王朝所取代。
- 11月3日，呂后以陳平、審食其為右、左丞相。
- 1月，廢秦妖言罪三族刑。
- 封呂台為呂王，建都東平陵(歷城)，當年薨逝，兒子呂嘉嗣位。
- 安條克三世遠征洛雷斯坦時，企圖掠奪蘇薩巴爾神廟的財富而被殺，塞琉古四世繼位成為塞琉西帝國國王。

## 逝世
- 安條克三世（安條克大帝），塞琉西帝國國王。
- 魯元公主，漢高祖與呂后長女，張敖妻。
- 呂台，西漢第一代呂王，呂后的長兄呂澤之子。